# Queen Rinas
Le Queen Rinas est un ferry appartenant à l'armateur soudanais Tarco Marine. Construit entre 1972 et 1973 par les chantiers Jozo Lozovina-Mosor Shipyard de Trogir en Yougoslavie (actuelle Croatie) pour la compagnie suédoise Rederi Ab Gotland, il était alors baptisé Gotland. Mis en service en février 1974 entre le continent suédois et l'île de Gotland, il sera également affrété par divers armateurs au cours des années 1980. Vendu en 1989 au groupe Corsica Ferries, il est affecté entre l'Italie et la Corse à partir de l'été sous le nom de Corsica Victoria. Transformé en profondeur en 1990, il sera notamment allongé d'une vingtaine de mètres à l'occasion d'une opération de jumboïsation. À partir de la réunification des marques Corsica Ferries et Sardinia Ferries en 1999, il est positionné sur diverses lignes de l'armateur bastiais depuis le continent français et italien vers la Corse et la Sardaigne. Retiré du service à l'automne 2022, il est cédé en février 2023 à Flipper Lines qui envisage de l'employer entre l'Italie et l'Albanie. Rebaptisé dans un premier temps Camomilla, il ne sera jamais exploité en mer Adriatique et sera revendu en juin 2024 à la société Tarco Marine. Renommé Queen Rinas, il navigue depuis décembre 2024 entre le Soudan et l'Arabie saoudite.

## Histoire

### Origines et construction
À la fin des années 1960, la compagnie Rederi Ab Gotland est amenée à renouveler sa flotte en service sur les liaisons reliant la Suède continentale à l'île de Gotland. À cet effet, la compagnie avait commandé en décembre 1969 un navire de 123 mètres et jaugeant 6 600 tonneaux aux chantiers yougoslaves Jozo Lozovina-Mosor Shipyard. Dans le contrat de construction de ce premier navire figure alors une option pour la réalisation d'un sister-ship qui sera levée en avril 1970.
Conçu à l'identique du Visby, le navire jumeau baptisé Gotland est lancé le 12 février 1973 à Trogir, et livré à son armateur le 26 novembre.

### Service

#### Rederi Ab Gotland (1973-1989)
Quelques jours après avoir quitté la Yougoslavie, le Gotland arrive pour la première fois à Visby, son port d'attache, le 4 décembre 1973. Il prend par la suite le chemin des chantiers d'Oskarshamn en vue de subir les dernières interventions avant sa mise en service. Une fois les travaux terminés à la fin du mois de janvier 1974, le navire est introduit sur les liaisons de l'île de Gotland le 1er février entre Trelleborg et Visby.
Le 9 mars 1974, l'alarme incendie est déclenchée sur le pont à 22 h 50. Rapidement, un incendie est repéré dans la salle des machines. À 22 h 55 la salle des machines est évacuée, pendant ce temps, les ponts garages sont refroidis avec de l'eau des tuyaux d'incendie. À 23h15 le sinistre est éteint et le navire reprend sa route à minuit. Le Gotland arrive finalement sain et sauf au port de Trelleborg le 10 mars à 9 h 30.
De mars à mai, le navire est affrété par la compagnie allemande TT-Line qui le fait naviguer sur la ligne entre la Suède et l'Allemagne. De juin à septembre, il est affrété par la compagnie polonaise Polish Ocean Lines, et navigue alors sur la ligne Helsinki - Nynashamn - Gdansk. Le Gotland retourne sur les lignes de Visby en septembre.
Le 13 janvier 1987, le navire est affrété par l'île de Gotland pour un voyage à Stockholm afin d'y transporter des manifestants.
Au cours de l'année 1988, le Gotland sera affrété par plusieurs compagnies. Du 9 au 30 janvier, le navire est exploité par la compagnie danoise Mols Linien sur la ligne Ebeltoft - Sjællands. Du 31 janvier au 10 février, il rejoint la flotte de la société Grenaa - Hundested Linien et est exploité sur la ligne Grenå - Hundested. Jusqu'au 26 février, il navigue pour Belfast Car Ferries, sur la ligne Belfast - Liverpool. De mars à septembre, il est affrété par la compagnie bretonne Brittany Ferries qui le fait naviguer sur la ligne transmanche Caen - Portsmouth. Le Gotland aurait dû, pour l'occasion, être renommé Lisieux, mais cela ne se fera finalement pas. Fin septembre, le navire est affrété par Dieppe Ferries et exploité sur la ligne Dieppe - Newhaven. Enfin, le Gotland retournera à la fin de l'année sur la ligne Liverpool - Belfast cette fois sous les couleurs de Continental Lines, une autre compagnie irlandaise qui l'exploitera également sur la ligne Rosslare - Cherbourg/Le Havre. En 1989, la compagnie norvégienne Marine Group, envisage d'affréter le navire afin de le faire naviguer entre la Norvège et le Danemark. Cependant, aucun accord n'aboutit.
Le Gotland est finalement cédé pour la somme de 81 500 500 de couronnes suédoises en janvier 1989 au groupe Corsica Ferries par l'intermédiaire de la société luxembourgeoise Tourship SA, holding de l'armateur bastiais. Il était initialement prévu que le navire soit affrété cette année là par la compagnie norvégienne Marine Group afin de naviguer entre la Norvège et le Danemark mais sa vente entraînera l'annulation du projet.

#### Corsica Ferries (1989-2023)
Après avoir rejoint l'Italie, le navire est rebaptisé Corsica Victoria et enregistré sous pavillon panaméen. Mis aux standards de Corsica Ferries, sa coque est repeinte en jaune, couleur caractéristique de l'armateur. Le navire est ensuite inséré sur les liaisons reliant l'Italie et la Corse sur l'axe Livourne - Bastia. Le groupe Corsica Ferries avait déjà fait l'acquisition de son sister-ship, l'ex-Visby, en 1986 et entreprenait à ce moment-là des travaux de jumboïsation afin de l'allonger d'une vingtaine de mètres.
En 1990, le Corsica Victoria rejoint les chantiers Industrie Navali Meccaniche Affini (INMA) de La Spezia afin de connaître les mêmes modifications que son jumeau. Le car-ferry est allongé d'environ 23 mètres, portant sa longueur à 146 mètres. En plus de ce tronçon comprenant de nouvelles cabines et un nouveau restaurant, deux ponts supplémentaires sont ajoutés, permettant l'aménagement de cabines aux dimensions plus importantes. Le Corsica Victoria connaîtra par ailleurs une modification supplémentaire par rapport à son sister-ship avec l'ajout d'un bloc à l'avant permettant d'agrandir le bar. Une fois les travaux terminés, le navire retourne sur les lignes de la Corse au départ de Savone et Livourne mais aussi de Gênes où Corsica Ferries s'est de nouveau établie à partir de 1989.

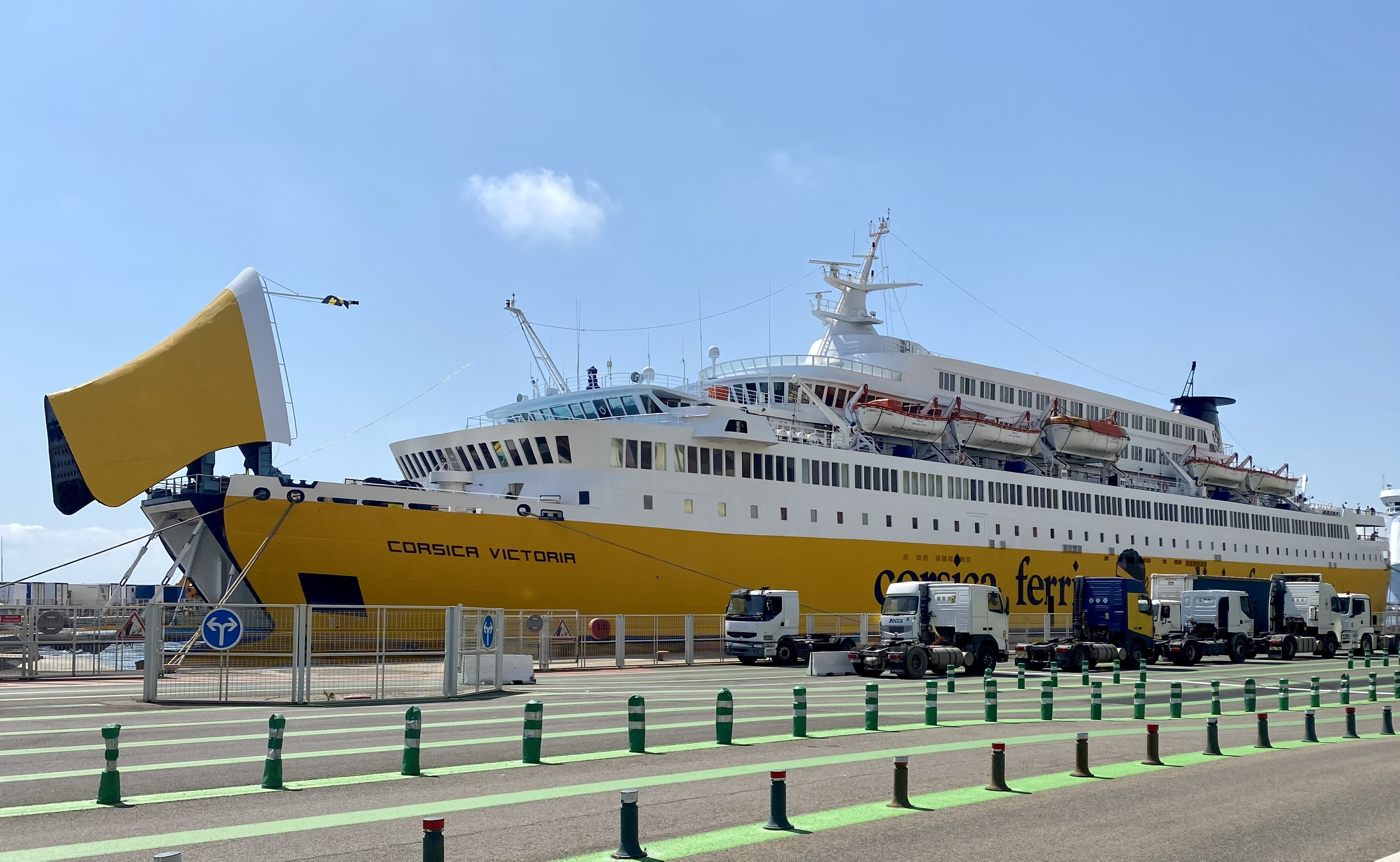
Le Corsica Victoria à Bastia.

À partir de 1999, les marques Corsica Ferries et Sardinia Ferries sont fusionnées et la flotte passe sous pavillon européen. Le Corsica Victoria peut alors être employé indifféremment sur les lignes du groupe bastiais selon périodes, principalement depuis l'Italie.
À la fin de l'année 2020, en raison de la baisse du nombre de passagers due aux restrictions sanitaires dans le contexte de la pandémie de Covid-19, le Corsica Victoria est exceptionnellement employé sur les liaisons entre Toulon et la Corse, principalement vers Ajaccio.
Approchant des 50 ans de carrière en ce début des années 2020, le Corsica Victoria et son jumeau sont à ce moment là les doyens de la flotte de Corsica Ferries. C'est la raison pour laquelle la compagnie investi dans le renouvellement de sa flotte avec dans un premier temps le remplacement du Sardinia Regina par le Mega Regina en 2021. Le Corsica Victoria effectue quant à lui sa dernière saison estivale sous les couleurs de Corsica Ferries en 2022, principalement au départ de Savone. Le 5 août, la compagnie aux bateaux jaunes officialise l'arrivée du futur Mega Victoria devant se substituer en 2023 à l'ancien navire. Ainsi, le  1er octobre, après avoir appareillé la veille de L'Île-Rousse, le Corsica Victoria effectue une dernière escale à Nice avant d'achever sa traversée en arrivant à Savone, mettant un point final à 33 années de service pour le compte de l'armateur bastiais. Tout d'abord désarmé au terminal de Vado Ligure, il est par la suite déplacé à Livourne à compter du 15 janvier 2023. Au mois de février, le navire est annoncé comme ayant été vendu à l'armateur italien Flipper Lines opérant en mer Adriatique,,.

#### Flipper Lines (2023-2024)
Rebaptisé Camomilla, le navire reste stationné à Livourne durant plusieurs mois dans l'attente d'une utilisation. Devant théoriquement naviguer en mer Adriatique entre l'Italie et l'Albanie, il est annoncé en mai comme étant affrété par Algérie Ferries pour desservir de nouvelles liaisons de l'opérateur public algérien entre l'Algérie, Barcelone, Sète et Gênes durant la saison estivale 2023,. En prévision, le Camomilla quitte Livourne le 7 juin pour rejoindre les chantiers Palumbo de Messine afin d'être préparé pour sa nouvelle affectation. Mais tandis que le navire est en carénage, Algérie Ferries annoncera finalement ne pas être en mesure de l'affréter pour l'été. À sa sortie des chantiers, le ferry est alors désarmé à Brindisi à compter du 26 juin et reste immobilisé jusqu'au mois de novembre. Durant cette période, il effectue quelques rotations vers Vlora en Albanie mais est rapidement immobilisé à nouveau à partir du 22 novembre. En mars 2024, le navire rejoint Katakolon en Grèce et demeure désarmé dans l'enceinte du port. Au mois de juin, il est finalement acquis par Tarco Marine, filiale de la compagnie aérienne soudanaise Tarco Aviation.

#### Tarco Marine (depuis 2024)
Enregistré à Saint-Marin, le navire change de nom et devient le Queen Rinas. Le 28 juillet 2024, il quitte la Grèce pour rejoindre les chantiers de Tuzla en Turquie où son nouveau nom est notamment inscrit en gros caractères sur sa coque jaune. Les travaux terminés, il prend la direction de la mer Rouge après une brève escale sur l'île de Kalymnos le 23 août. Arrivé en Arabie saoudite le 3 septembre, il reste stationné dans le port de Jeddah jusqu'à sa mise en service entre le Soudan et l'Arabie saoudite en décembre.

## Aménagements
À l'origine, le navire possédait 9 ponts. Les locaux passagers étaient situés sur les ponts 5, 6 et 8 tandis que l'équipage occupait le pont 7. Les ponts 3 et 4 étaient, pour leur part, consacrés aux garages. En 1990, deux nouveaux ponts destinés aux passagers sont ajoutés

### Locaux communs
Au début de sa carrière, le navire dispose d'un cocktail bar et d'un bar extérieur ainsi que d'un restaurant self-service et d'un restaurant à la carte situés sur le pont 6. Un bar panoramique est également présent sur le pont 8. Le car-ferry est également équipé d'un sauna et d'un bar-discothèque.
Depuis les travaux de 1990, le Corsica Victoria possède un nouveau restaurant à la carte mais également une piscine extérieure sur le pont 6 mais aussi d'un cinéma sur le pont 2, en dessous du garage.
Depuis la fin des années 2010, les installations portent désormais un nom commun à tous les navires de la flotte.
Depuis lors, les installations du car-ferry sont organisés de la manière suivantes :
- Riviera Lounge, confortable bar-salon situé à la proue au pont 6 ;
- Lido Beach Bar, bar extérieur avec piscine à la poupe du navire sur le pont 6 ;
- Dolce Vita, restaurant à la carte situé sur le pont 6 au milieu du navire ;
- Yellow's, libre-service situé au milieu du pont 6 proposant une cuisine classique ;
- Sweet Cafe, point de vente situé à proximité du Yellow's proposant des boissons chaudes et fraîches ainsi que diverses pâtisseries ;

En plus de ces installations, une boutique, un mini-market, une salle de jeux pour enfants et un espace d'arcade sont situés sur le pont 6.

### Cabines
Durant ses premières années d'exploitation le car-ferry disposait d'une centaine de cabines internes et externes situées sur le pont 5. D'une capacité de deux à quatre personnes, elles étaient toutes pourvues de sanitaires complets comprenant douche, WC et lavabo.
À la suite des travaux de 1990, le navire possède 223 cabines situées sur les ponts 5, 7, 8 et 9. 74 % d'entre elles sont dotées de hublots

## Caractéristiques
À sa mise en service, l'ancien Gotland mesurait 123,80 mètres de longueur pour 20,86 mètres de largeur, son tonnage était de 6 642 UMS. Le navire avait une capacité de 1 670 passagers et était pourvu d'un garage pouvant contenir 300 véhicules répartis sur deux ponts, le garage était accessible par deux portes rampes, une à la proue et une à la poupe. La propulsion du Corsica Victoria est assurée par six moteurs diesel Nohab-Polar SF116VS-E développant une capacité de 10 590 kW faisant filer le navire à une vitesse de 19 nœuds. Le navire dispose de 8 embarcations de sauvetage ouvertes de taille moyenne et deux fermées de grande taille. En 1990, le Corsica Victoria est jumboïsé, ses caractéristiques se voient alors modifiées, ainsi, sa longueur passe de 123,80 à 146,60 mètres et son tonnage de 6 642 à 13 005 UMS, sa largeur n'est en revanche pas modifiée. Sa capacité passe alors de 1 670 à 1 700 passager et la capacité du garage passe de 300 voitures à 480 véhicules.

## Lignes desservies
À l'origine, le Gotland était placé sur les lignes entre la Suède continentale et l'île de Gotland, le navire a alors successivement servi sur les lignes :
- Trelleborg - Visby de 1973 à 1974 ;
- Nynäshamn - Visby de 1975 à 1976 et Oskarshamn - Visby de 1975 à 1987 ;
- Nynäshamn - Visby - Oskarshamn de 1976 à 1985 ;
- Stockholm - Nynäshamn - Visby de 1985 à 1986 ;
- Västervik - Visby - Oskarshamn en 1987.

Entre mars et mai 1974, le navire a assuré le trafic entre la Suède et l'Allemagne sur la ligne Trelleborg - Travemünde au cours d'un affrètement par la compagnie allemande TT-Line. Il sera également affrété de juin à septembre par l'armateur polonais Polish Ocean Lines et naviguera entre la Finlande, la Suède et la Pologne sur la ligne Helsinki - Nynashamn - Gdansk.
Au cours de l'année 1988, le Gotland est affrété par différents armateurs, il a alors effectué les lignes :
- Ebeltoft - Sjællands pour le compte de Mols Linien ;
- Grenå - Hundested pour le compte de Grenaa - Hundested Linien A/S ;
- Belfast - Liverpool pour le compte de Belfast Car Ferries ;
- Caen - Portsmouth pour le compte de Brittany Ferries ;
- Dieppe - Newhaven pour le compte de Dieppe Ferries ;
- Belfast - Liverpool et Rosslare - Cherbourg/Le Havre pour le compte de Continental Lines.

Vendu en 1989 au groupe Corsica Ferries, le navire, renommé Corsica Victoria est affecté à la desserte de la Corse au départ de l'Italie, principalement depuis Livourne, Savone et Gênes vers Bastia, Calvi ou L'Île-Rousse.
Après la fusion des marques Corsica Ferries et Sardinia Ferries, le navire est exploité sur différentes lignes du groupe, principalement entre l'Italie et la Corse depuis Savone, Livourne et Piombino vers Bastia et L'Île-Rousse et aussi au départ de Nice et desservait également la Sardaigne sur les lignes entre Livourne, Piombino et Golfo Aranci.
Depuis décembre 2024, il effectue des traversées en mer Rouge et relie le Soudan et l'Arabie saoudite sur la liaison Suakin - Jeddah.